# Virtus Reggio Calabria 2001-2002
Questa voce raccoglie le informazioni riguardanti la Virtus Reggio Calabria nelle competizioni ufficiali della stagione 2001-2002.

## Organigramma societario
Area direttiva
- Presidente: Pasquale Rappoccio

Area tecnica
- Allenatore: Simonetta Avalle
- Allenatore in seconda: Carlo Angelo Festa

Area sanitaria
- Fisioterapista: Sofron Sofroniev

## Rosa
| N° | Nome                      | Ruolo | Data di nascita   | Nazionalità sportiva |
| -- | ------------------------- | ----- | ----------------- | -------------------- |
| 1  | Ol'ga Potašova            | S     | 26 giugno 1976    | Russia               |
| 2  | Rosalba Ceravolo          | S     | 29 agosto 1986    | Italia               |
| 2  | Maria Vittoria Tramontana | L     | - 1981            | Italia               |
| 2  | Zhiling Wang              | L     | 14 gennaio 1974   | Cina                 |
| 3  | Claudia Franzo            | S     | - 1982            | Italia               |
| 4  | Elena Batuchtina          | S     | 12 aprile 1971    | Russia               |
| 5  | Eva Suskova               | C     | 6 ottobre 1964    | Italia               |
| 6  | Sun Li Qun                | C     | 16 ottobre 1970   | Cina                 |
| 7  | Iryna Žukova              | P     | 22 novembre 1974  | Ucraina              |
| 8  | Moira Cerioni             | P     | 27 settembre 1977 | Italia               |
| 9  | Elisa Galastri            | C     | 21 agosto 1978    | Italia               |
| 10 | Ilijana Petkova           | C     | 10 novembre 1977  | Bulgaria             |
| 10 | Biljana Gligorović        | P     | 31 gennaio 1982   | Croazia              |
| 11 | Nataša Osmokrović         | S     | 27 maggio 1976    | Croazia              |
| 12 | Maria del Rosario Romanò  | C     | 13 febbraio 1976  | Italia               |